# Giorgio Regondi

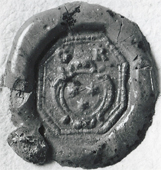
Siegel des Giorgio Regondi

Giorgio Regondi (* 1616 im Herzogtum Mailand; † 11. Jänner 1681 in Kaisersteinbruch, Ungarn, heute Burgenland) war Italiener, kaiserlicher Hofsteinmetzmeister und Bildhauer des Barocks. Sein Bruder war Ambrosius Regondi.

## Leben
Giorgio wurde als Untertan des spanischen Königs Philipp III., einem Habsburger, als regierender Herzog von Mailand, geboren. Im kaiserlichen Steinbruch am Leithaberg war Kaiser Ferdinand II. sein oberster Herr, die unmittelbare Herrschaft repräsentierte das Stift Heiligenkreuz mit Abt Christoph Schäffer und dem Verwalter im Schloss Königshof.
Steinmetzmeister und Bildhauer Pietro Maino Maderno nahm 1629 den Knaben Giorgio Regondi als Lehrling auf, die Freisprechung zum Gesellen erfolgte 1634. Maderno war Fürst Liechtensteinischer Hofsteinmetz geworden, im Schloss Eisgrub gestaltete er für die Gartenanlage steinerne Zierbrunnen.

### Geselle Giorgio folgt seinem Lehrmeister Pietro Maino Maderno
Der Geselle Giorgio folgte seinem Meister weiter nach Butschowitz, Fürst Maximilian Liechtenstein beauftragte Maderno, im Arkadenhof seines Schlosses einen monumentalen Bacchus-Brunnen zu errichten. Er folgte seinem Meister, der 1638 Steinmetz des Gottshaus Klosterneuburg wurde und den Nordturm und ein Kreuzgewölbe zu errichten hatte. Erzherzog Leopold Wilhelm wünschte 1644 von seinem kaiserlichen Hof-Bildhauer Pietro Maino Maderno eine Gnadenkapelle im Kapuzinerkloster Und bei Krems zu errichten. So wurde die Klosterneuburger Arbeit unterbrochen, ein Hofkünstler hatte dem Ruf des Hofes zu folgen.

Johannes Franciscus wird Abt Raymundus Regondi

### Sohn Johannes Franz studiert an der Universität Wien
Der älteste Sohn Johannes Franciscus (* 13. Juni 1652) wurde 1663 Student an der Universität Wien. 1653 konnte Abt Michael Schnabel vom Stift Heiligenkreuz als Obrigkeit durch eine „adelige“ Kommission alle Forderungen durchsetzen.

## 1653 125 Bewohner im Steinbruch
Es wurden 125 Bewohner im Steinbruch gezählt, zugleich eine Häuserliste erstellt. Im Hause des Richters Ambrosius Regondi, seiner Frau Angela, des Richters Bruder Giorgio mit Frau Maria, des Richters Tochter Catharina.

## Hauptbürge beim Wiener Neustädter Handwerk
Beim Wiener Neustädter Handwerk nahm Maurermeister Dominicus Baran aus Froschdorf als Lehrmeister am 16. Juni 1656 den Lehrjungen Jacob Leitner aus Unser Lieben Frauen Zell auf. Hauptbürge war Meister Giorgio. Im Jahre 1657 leitete er als Viertelmeister das Kaisersteinbrucher Handwerk.

## Werke

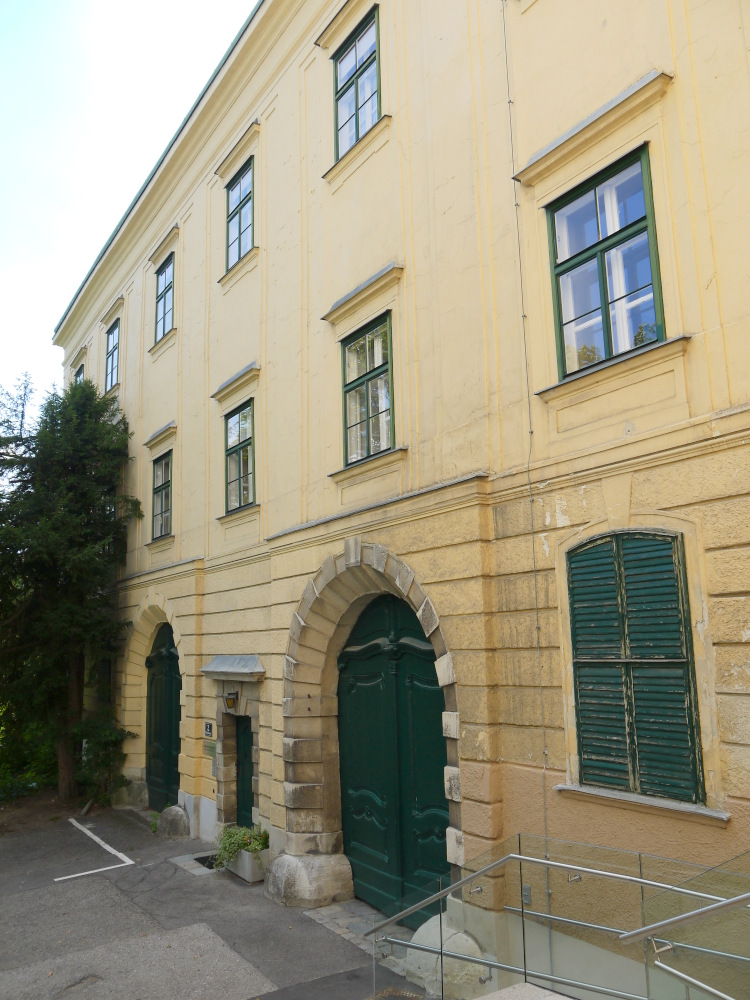
Schloss Ober St. Veit Portal
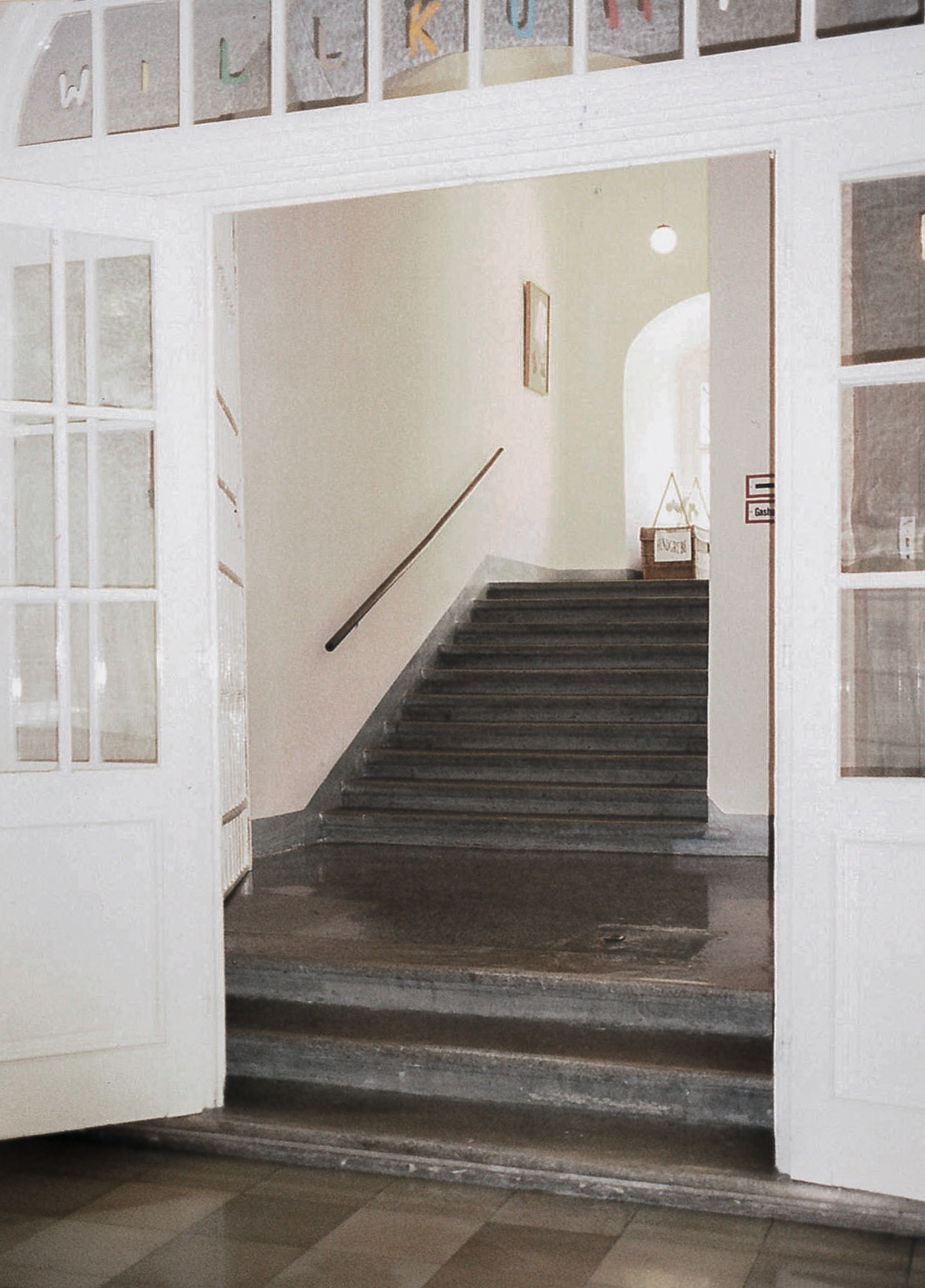
Zum Stiegenhaus
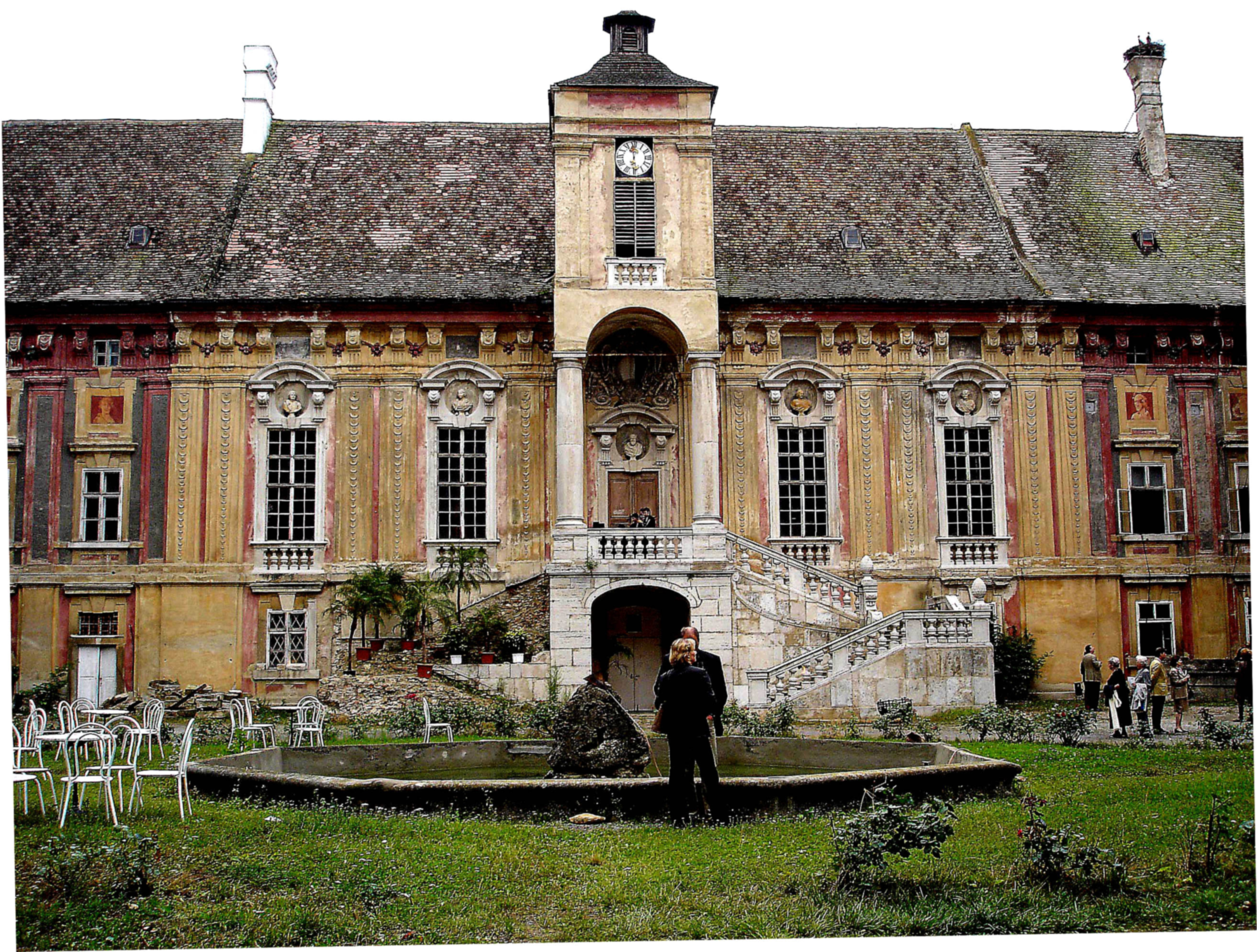
Schloss Petronell Feststiege, Kaiserstein
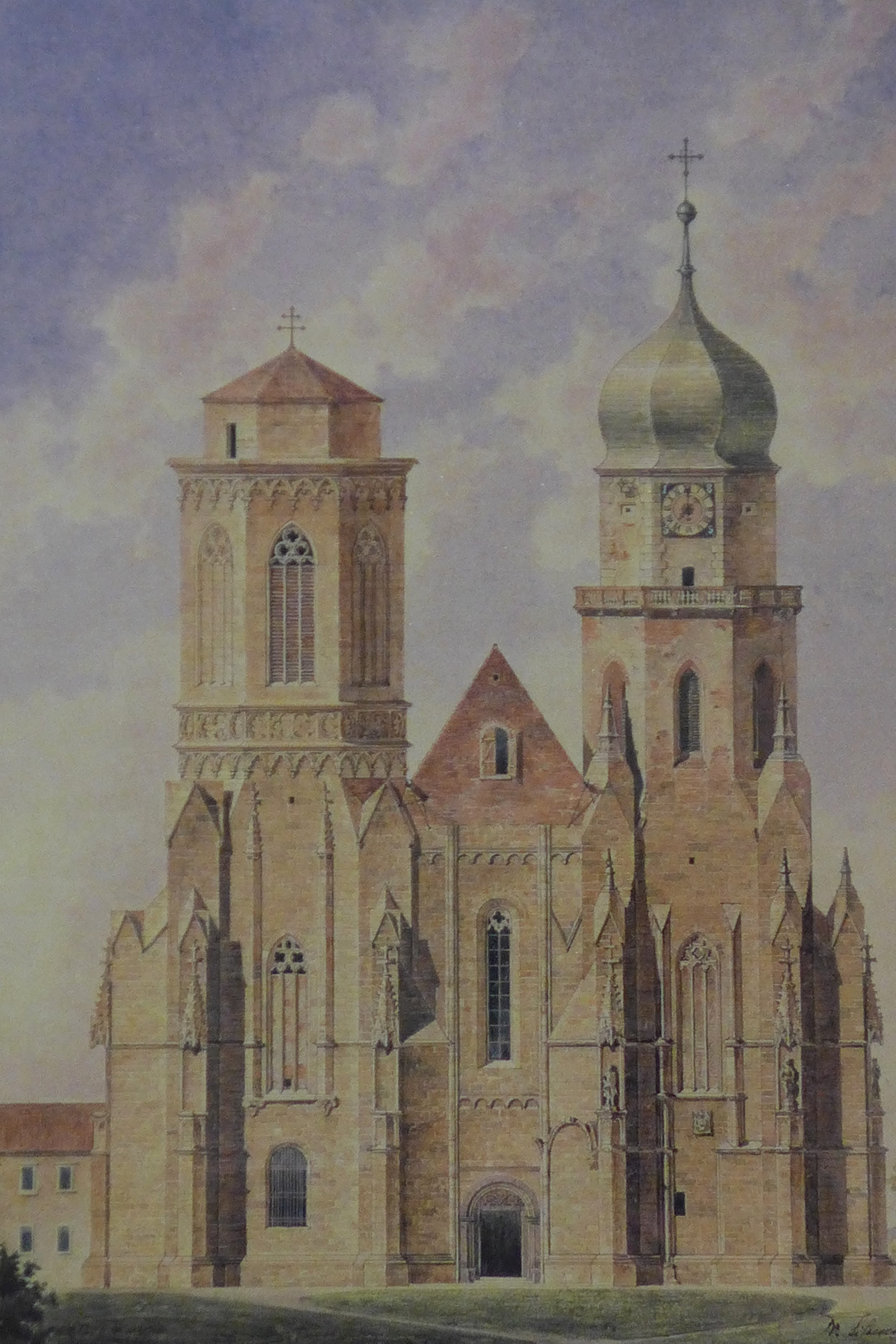
Stift Klosterneuburg
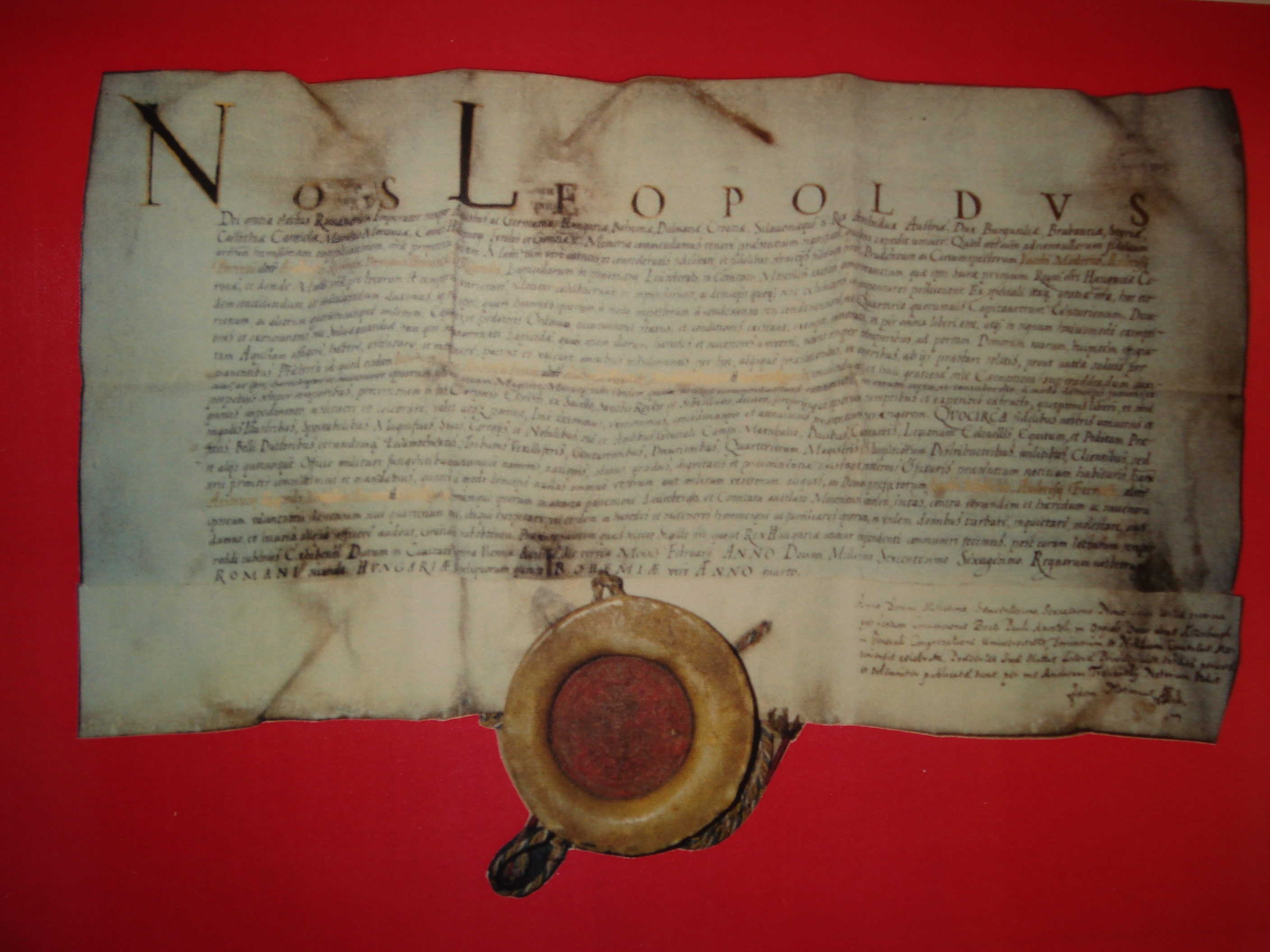
Salva Guardia-Privilegium 1660
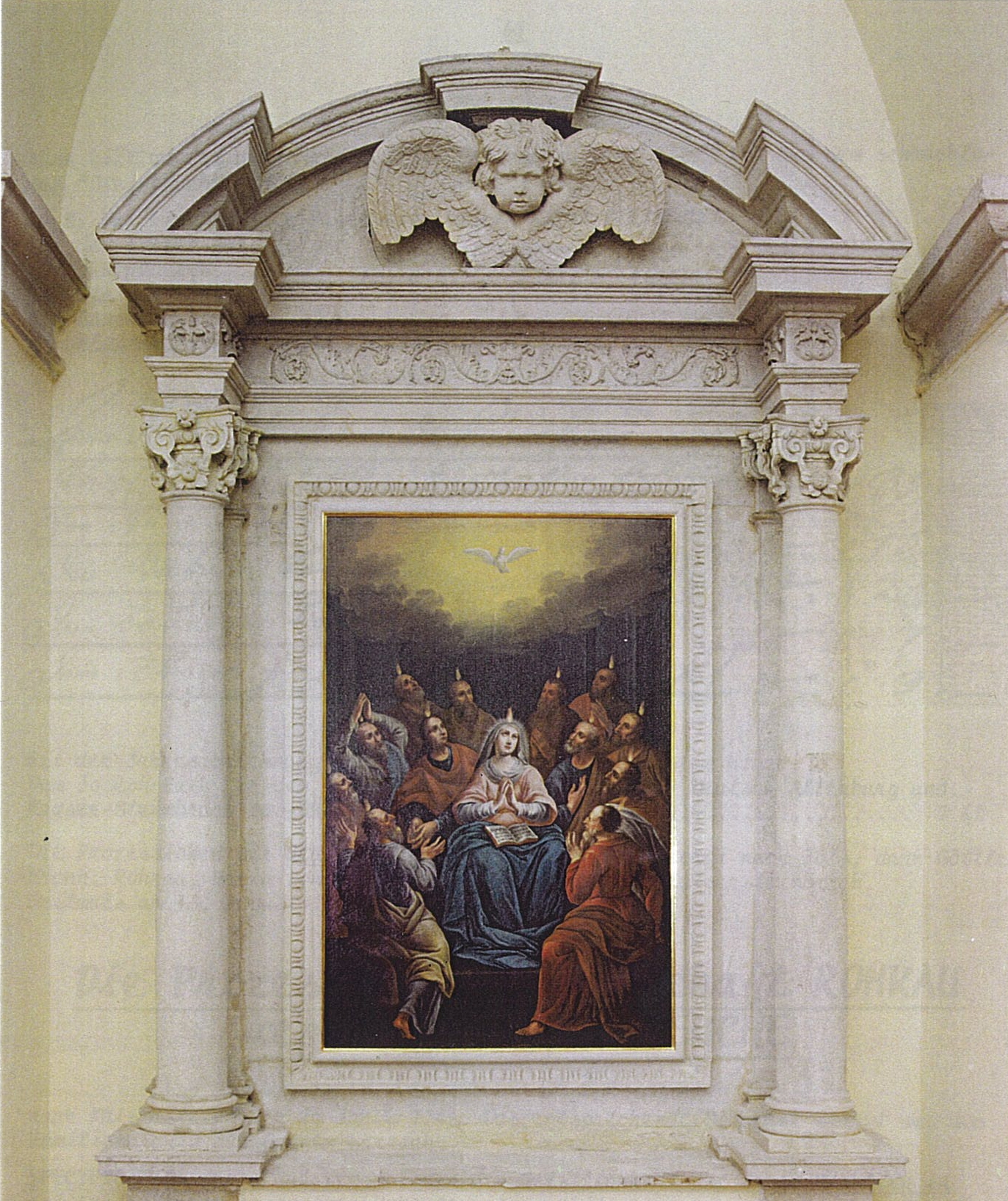
Kaisersteinbruch, Regondi-Altar

Bei den Aufträgen werden meist die Brüder gemeinsam genannt.
- 1650–1654: Schloss Ober St. Veit, barockes Residenzschloss für Bischof Philipp Graf Breuner
- 1653: Kaisersteinbrucher Kirche, linker Seitenaltar, bildhauerische Gestaltung, kunstvolle Kapitelle, mit dem Wappen der Familie Regondi
- 1655–1657: Schloss Niederleis
- 1660–1680: Schloss Petronell
- 1661: Stift Klosterneuburg
- 1667–1672: Schloss Esterházy (Eisenstadt), großer Umbau durch Paul Esterházy, mit Ambrosius Ferrethi

## Salva Guardia-Privilegium für Kaisersteinbruch
Kaiser Leopold I. erneuerte und verlieh 1660 das Privilegium der Befreiung von militärischer Einquartierung, zum Zeichen dessen an den Türen ihrer Häuser den kaiserlichen Doppeladler anzubringen und sollen eine Kapelle zur Fronleichnams-Prozession errichten. Als Dank den Meistern Jacobus Maderno, Ambrosius Ferrethi, Ambrosius Regondi, Domenicus Petruzzy und Giorgio Regondi auch ihm selbst geleisteten Diensten.

## Vergleich der Brüder Ambrosius Regondi und Hans Georg Regondi, Steinmetzmeister 1670
„(auszugsweise) Die Gebrüder und Steinmetzmeister arbeiteten 18 Jahre lang auf gleichen Teil miteinander, Geld und erarbeitetes Gut wurden in den unzerteilten Beutel gelegt und sollten gemeinsames Gut sein. Nun aber sich zwischen ihnen beiden Gebrüdern .. ein Streit und Uneinigkeit ereignet, dass sie sich mit ihren Familien voneinander zu scheiden, als auch alles bisher erarbeitete Gut zu teilen entschlossen.                          .“

## Tod 1681
Am 11. Jänner 1681 verstarb Meister Giorgio. Sein Epitaph befindet sich im Arkadengang der Kaisersteinbrucher Kirche und hat die Inschrift
ALLHIER LIGT BEGRABEN DER EHRSAME MAISTER HANS GEORG REGONDI / SEINES ALTERS 65 JAHR / IST GESTORBEN DEN 11. JANUARII ANNO 1681 / GOTT GÖB IHM DIE EWIGE RUEHE UND EIN FRÖLICHE AUFFERSTEHUNG. AMEN.

## Nachkommen
Im Testament vom 10. Jänner 1681 schrieb Meister Regondi (auszugsweise), Meinen Söhnen namens P. Raymundus, vom Benedictiner Orden zu Altenburg, Domenico, Hans Georg und Ambrosius Regondi betreffend, wünsche ich, dass Georgl und Ambrosl, der ganze Steinbruch und das untere Haus verbleiben solle.
Im selben Jahr am 26. Oktober wurde Sohn Raymundus Regondi, Taufname Johannes Franciscus, zum Abt von Stift Altenburg gewählt und übernahm für die Mutter und jüngeren Geschwister die Verantwortung. Die Söhne Ambrosius und Hans Georg folgten Bruder Raymund auf dem geistlichen Weg und immatrikulierten 1686 als Universitätsschüler, sogenannte Parvisten. In den Archiven der Universität Wien und des Stiftes Altenburg wird die Familie Regondi als nobilitiert bezeichnet. 
Tochter Maria Raymunda heiratete am 24. November 1686 bei den Augustinern, der kaiserlichen Hofkirche zu Wien, den Wiener Bürger und Goldschmied Johann Baptist Sader. 
Ihre Schwester Maria Amanda Regondin wurde Chorfrau im Augustiner-Frauenkloster in der Himmelpfortgasse. Bei einer Visitation im Juli 1689 durch Fürstbischof Graf Trautson ist sie als eine der Nonnen dokumentiert. Ihr weiterer Weg führte sie ins Stift Geras, nahe beim Stift Altenburg, wo ihr Bruder Abt war. Bei einer Visitation 1705 wurde sie als Chorfrau genannt. Sie starb 1712.

## Archivalien
- Archiv der Universität Wien: Immatriculationen.
- Wiener Stadt- und Landesarchiv: Steinmetzakten, Bruderschaftsbuch.
- Stift Heiligenkreuz Archiv: Kirchenbücher, Register, Steinmetz.
- Stift Klosterneuburg Archiv: Kammeramtsrechnungen.
- Stadtarchiv Wiener Neustadt: Steinmetzakten.